# Tomislavgrad
Tomislavgrad (v cyrilici Томиславград), dříve také známý jako Duvno (v cyrilici Дувно) je město na jihozápadě Bosny a Hercegoviny, v Kantonu 10, nedaleko od chorvatských hranic.

## Geografie
Město leží na náhorní planině (Duvanjsko polje) v nadmořské výšce asi 900 m n. m., okolní hory přesahují výšku 2200 m n. m. V blízkosti je přehradní jezero Buško na řece Šuica a ledovcové jezero Blidinje v nadmořské výšce 1250 m. Krajina je výrazně krasová, takže v létě tu bývá sucho i po velkých deštích. Teplota v zimě může klesnout i pod -25 °C a v létě vystoupit nad 40 °C.

## Historie
Osada na místě tohoto města zde existovala již od časů Římské říše, známá pod názvem Daelminium. Není vyloučeno, že od názvu Daelminium či Dalminium vznikl název celé krajiny, Dalmácie. Když sem přišli v 7. století Chorvati, přejmenovali ji na Županjac. Roku 753 tu byl ustaven první chorvatský sněm (Sabor). Ten roku 925 patrně zde také korunoval prvního krále země, Tomislava I. Od 14. století až do roku 1878 bylo město součástí Osmanské říše.
Na Tomislavovu počest bylo město pojmenováno k tisíciletému výročí v roce 1925. Po ustanovení FLRJ však vlna chorvatského nacionalismu polevila a název se změnil na Duvno; tento historický název je nejspíše ještě ilyrského, předslovanského původu. Současný název Tomislavgrad se vrátil až za občanské války a za vytvoření satelitu Chorvatska, Herceg-Bosny. Občanské iniciativy nicméně požadovaly změnu názvu na Tomislavgrad již v roce 1990.